# Chalmette, Louisiana
Chalmette, Louisiana (енгл. Chalmette) насељено је место без административног статуса у америчкој савезној држави Луизијана.

## Демографија
По попису из 2010. године број становника је 16.751, што је 15.318 (-47,8%) становника мање него 2000. године.
| Група             | 2000.          | 2010.          |
| Белци             | 28.606 (89,2%) | 11.868 (70,8%) |
| Афроамериканци    | 765 (2,4%)     | 2.207 (13,2%)  |
| Азијати           | 578 (1,8%)     | 501 (3,0%)     |
| Хиспаноамериканци | 1.543 (4,8%)   | 1.726 (10,3%)  |
| Укупно            | 32.069         | 16.751         |